# Cercopithecus dryas
Cercopithecus dryas (Мавпа Дріас) — примат з роду Мавпа (Cercopithecus) родини мавпові (Cercopithecidae).

## Опис
Дорослих самці характеризуються чорною мордою, білими вусами і короткою білою бородою. Спинна поверхня їх тіла, разом з короною сірувато-каштанового кольору. Черевна сторона тіла, хвоста, нижні частини кінцівок і сідниць є білими. Верхня частина кінцівок темно-сірого чи чорно-коричневого кольору. Дорослі самиці і потомство мають менші порції білого кольору на своєму тілі; білого кольору немає навколо областей плечей і сідниць. Ще одна різниця в забарвленні верхніх частин рук, які світліші в порівнянні з самцями. Розмір тіла від 40 до 55 см, хвоста: 50-75 см. Дорослі важать від 4 до 7 кг; є виражений статевий диморфізм.

## Поширення
Відомий тільки з кількох місцевостях у Демократичній Республіці Конго. Висота проживання: до 380 м над рівнем моря. Зустрічається в заростях в густих вторинних низовинних вологих лісах, і, можливо, в болотних лісах.

## Стиль життя
Вид деревний і у значній мірі наземний. Розмір груп від 2 до 15 особин, але іноді можуть спостерігатися групи близько 30 мавп; вони також, як було зафіксовано, можуть формувати змішані групи з іншими мавпами. Харчується фруктами, квітами, листям і безхребетними, особливо при нестачі рослинної їжі.
Самиця народжує одне маля. Вагітність триває п'ять місяців. Статева зрілість настає після трьох років життя. Очікувана тривалість життя в дикій природі становить від 10-15 років.

## Загрози та охорона
Основними загрозами для цього виду є полювання і втрата середовища існування через сільське господарство.
Цей вид в даний час відомий тільки з локального заповідника Коколопорі на північному сході ДР Конго. Він включений в Додаток II СІТЕС.